# Pseudopanurgus opaculus
Pseudopanurgus opaculus är en biart som först beskrevs av Cockerell 1922.  Pseudopanurgus opaculus ingår i släktet Pseudopanurgus och familjen grävbin. Inga underarter finns listade i Catalogue of Life.